# مانويل ريكيلمي (دراج)
مانويل ريكيلمي (بالإسبانية: Manuel Riquelme)‏ هو دراج تشيلي، (و. 1912  م).

## وصلات خارجية
- مانويل ريكيلمي على موقع إحصائيات الدراجات الإحترافية (الإنجليزية)
- مانويل ريكيلمي على موقع أوليمبيديا (الإنجليزية)